# Hrvatski preporod u otporu šestosiječanjskoj diktaturi
[[Category:]]
Razdoblje od 1921. do 1929. godine u Kraljevini SHS može se s razlogomnazvati razdoblje lažnoga parlamentarizma, jer je Vidovdanski ustav, koji je bio na snazi, davao kralju neograničene vlasti. U višenacionalnoj se državi na svakome koraku očitovala napetost i neizvjesnost, neriješena nacionalna i socijalna pitanja, a prilike nakon atentata na hrvatske zastupnike u Beogradu još su se više pogoršale. U takvim je okolnostima kralj Aleksandar Karađorđević 6. siječnja 1929. godine uveo otvorenu diktaturu. Raspuštena je Narodna skupština, ukinut Vidovdanski ustav, te zabranjen rad političkih stranaka. U manifestu koji je objavio kralj Aleksandar kaže "...Nastupio je čas kada između naroda i kralja ne može i ne sme biti posrednika. Saopćavajući ovu odluku mome narodu, naređujem svim vlastima u državi da po njoj postupaju, a svim i svakome zapovijedam da je poštuju i da se njoj pokoravaju."
Tako je uspostavljena kraljeva diktatura i kralj je postao jedini nositelj vlasti u državi. Posebnim ukazom kralj je imenovao novu vladu na čelu s vojnim generalom Petrom Živkovićem. Novonastalo stanje u Kraljevini Srba, Hrvata i Slovenaca nakon 6. siječnja 1929. godine naziva se šestosiječanjska diktatura.

#### Nastanak ustaškog pokreta
Nakon atentata u Narodnoj skupštini 20. lipnja 1928. godine i ubojstva hrvatskih zastupnika, hrvatske su političke stranke počele otvoreniju i agresivniju borbu protiv velikosrpskoga režima. U toj se borbi najviše isticala Hrvatska stranka prava, na čelu s njezinim predsjednikom dr. Antom Pavelićem.
Osnovni cilj bio je poduzeti sve kako bi se došlo do nezavisne države Hrvatske, ali je Pavelić bio svjestan da se taj cilj ne može ostvariti mirnim razgovorima, pregovorima i diplomacijom. Zato je sve češće isticana potreba i nužnost oružane borbe. Kako mu je prijetila opasnost od uhićenja nakon uvođenja Šestosiječanjske diktature, Pavelić je već 20. siječnja 1929. godine napustio zemlju. Izvjesno je vrijeme boravio u Austiji nakon čega je otišao u Bugarsku gdje se zajedno sa svojim suradnikom Gustavom Perčecom povezao s makedonskim revolucionarom Vančom Mihailovim. Pavelić je u travnju 1929. u Sofiji, nakon razgovora s vođom Vnatrašnate makedonske revolucionalne organizacije (VMRO) Vančom Mihajlovim, postigao dogovor o suradnji i borbi protiv Kraljevine SHS. Saznavši za taj čin, Sud za zaštitu države u Beogradu osudio je, u odsutnosti, 11. srpnja 1929. godine Antu Pavelića na smrt. Još prije napuštanja države i odlaska u emigraciju, Pavelić je sa svojim suradnicima Branimirom Jelićem, Gustavom Perčecom i drugima, 7. siječnja 1929. godine ilegalnu organizaciju "Hrvatski domobran" pretvorio u novu ilegalnu organizaciju "Ustaša - Hrvatski oslobodilački pokret" čiji se članovi nazivaju  ustašama. Najviši organ koji upravlja Hrvatskim oslobodilačkim pokretom i nadzire rad svih ustrojbenih jedinica zove se Glavni ustaški stan, a na njegovom je čelu poglavnik dr. Ante Pavelić.
Nakon smrti Stjepana Radića, za predsjednika HSS - a izabran je dr. Vladko Maček. Stupanjem na snagu šestosiječanjske diktature i krajevih mjera o zabrani rada političkih stranaka, HSS prestaje djelovati. U novonastalim se uvjetima Maček opredjelio za "politiku čekanja" vjerujući da protiv nametnute diktature netreba poduzimati nikakve mjere, jer će se ona sama urušiti. Tada će ponovno na red doći rješavanje hrvatskog pitanja.

#### Novi naziv države i nova upravna podjela - Oktroirani ustav
Ukazom kralja Aleksandra Karađorđevića od 3. listopada 1929. godine država je umjesto dotadašnjeg naziva Kraljevina SHS, dobila novi naziv Kraljevina Jugoslavija To je bio vrhunac politike unitarizma kada su svi narodi u Jugoslaviji tretirani kao tzv. jedinstveni jugoslavenski narod. Bilo kakve nacionalne posebnosti ili obilježja kao grb, zastava, himna i sl. više nisu bila dopuštena. Provedeno je nova upravno - teritorijalna podjela države. Umjesto dotadašnje 33 oblasti država je sada podjeljena na 9 banovina: Dravsku, Drinsku, Dunavsku, Moravsku, Primorsku, Savsku, Vardarsku, Vrbasku i Zersku, dok je grad Beograd imao posebnu upravu. Pri ovoj podjeli nisu poštovana ni povijesna ni prirodna načela, već se pazilo da se u što većem broju banovina osigura većinsko srpsko stanovništvo. Zbog nedemokratskih mjera i samovolje kralja, Kraljevina Jugoslavija našla se u određenoj izolaciji prema europskim državama, zbog čega je kralj Aleksandar morao povući novi potez. Tako je 3. rujna 1931. godine objavio novi ustav Kraljevine Jugoslavije, nazvan Oktroiranim ustavom, jer nije prošao potrebnu parlamentarnu proceduru nego ga je kralj Aleksandar sam nametnuo (oktroirao). Po ustavu uveden je novi dvodomni ustav upravljanja državom, Narodna skupština i Senat, međutim je to bio samo privid. Kralj je zadržao široke ovlasti, postavljao svoje ljude u državna tijela, te mnoge bitne odluke donosio sam. Tako je Oktroirani ustav zadržao centralističko ustrojstvo države.

#### Progoni u Hrvatskoj i prosvjedi Hrvata iz inozemstva
Hrvatski političari koji su se u svojim javnim istupima oštro usprotivili diktaturi, došli su pod udar mjera diktature. Veći je broj njih uhićen i bez ikakvih pravih dokaza, često lažnim svjedočenjem, osuđen na zatvorske kazne. Tako je potpredsjednik HSS-a Josip Predavec, bakon odslužene zatvorske kazne, mučen i ubijen. Tijekom diktature, predsjednik HSS-a dr. Vlado Maček uhićen je i osuđen dva puta zaredom. Sredinom 1932. godine, zbog pripremanja i potpisivanja Zagrebačkih punktacija (prosvjed Seljačko - demokratske koalicije protiv diktature) Maček je osuđen na tri godine zatvora, a kaznu je izdržavao u kaznionici u Srijemskoj Mitrovici. Početkom 1931. godine ubijen je hrvatski povjesničar i političar dr. Milan Shufflay, a sredinom 1932. godine došlo je do pokušaja umorstva hrvatskog književnika i prvaka HSP-a dr. Mile Budaka.
Zbog sve češćih okrutnijih mjera i brutalnosti režima u gradovima Južne Amerike prosvjedovali su hrvatski iseljenici. Oni su u svojim predstavkama upućenim Društvu naroda tražili zaštitu za Hrvate u domovini.

## Položaj Hrvatske u okovima centralizma i velikosrpskog hegemonizma

### Centralizam i velikosrpska hegemonija
Razdoblje u Kraljevini SHS od 1918. do 1921. godine često se naziva predustavnim jer su još uvijek postojale zemaljske nade, ali je u tom razdoblju, u znatnoj mjeri, nametnut i centralizam i velikosrpska hegemonija. Vlada Kraljevine ubrzo je provela centralizaciju, pa su tako na čelu većine ministarstava i tijela državne uprave bili povjereni centralisti. Tu prije svega treba istaknutii ministra unutarnjih poslova Svetozara Pribićevića koji se trudio da se što prije ukinu povijesne posebnosti država ujedinjenih u Kraljevinu SHS. Zatraženo je da se pokrajinske vlade podonesu ostavke kako bi se dekretom iz Beograda imenovali novi dužnosnici. Kandidate je predlagao Pribičević, a imenovanje provodio regent Aleksandar. Izvršena je potpuna reorganizacija pokrajinskih vlada koje su bile odgovorne izravno vladi u Beogradu. Smanjen je broj povjerenstava, a u biti su pokrajinske vlade izgubile onaj politički značaj i ulogu koju su nekad imale. Ovakvo bezustavno stanje i sve veća centralizacija trajala je oko dvije i pol godine. Nasilje i teror bili su česta pojava u državi u čemu su sudjelovali vojska i policija. Kada je polovicom 1921. godine na snagu supio Vidovdanski ustav, centralizam i velikosrpska hegemonija bili su ozakonjeni, te još više došli do izražaja. Još od ujedinjenja 1918. godine Srbi su zajedničku državu doživljavali kao proširenu Srbiju u kojoj su se ponašali i osjećali kao velikosrbi.